# Историја Румуније
Историја Румуније у ширем смислу представља историју географског подручја данашње Румуније и народа који су на њему живели. У ужем смислу, историја Румуније је историја модерне државе Румуније која је настала 1859. године уједињењем Влашке и Молдавије под кнезом Александром Кузом.

## Праисторија и стари век
Најстарији археолошки споменици на територији данашње Румуније потичу из средњег палеолита. У румунској пећини са костима пронађени су најстарији остаци људи у Европи, стари 40.000 година. Становници Румуније у епохи неолита били су насељени углавном око Дунава. Бавили су се ловом и риболовом, примитивном земљорадњом и сточарством. Живели су у матријахалним општинама. На просторима Румуније се од 4500. до 3000. године п. н. е. простирала Трипољска култура. Почетком 2. миленијума п. н. е. становници Румуније улазе у бронзано доба. Преовлађује патријархат. Земља се обрађује плугом, развијају се занати, бесне међуплеменске борбе, утврђују се насеља. У 7. веку п. н. е. становништво је овладало техником обраде гвожђа. Од 6. века п. н. е. па до нове ере у области Црног мора са истока долазе скитска номадска племена која знатно утичу на развој оружја староседелачких племена Румуније. Од 4. века п. н. е. јача утицај Гета и Дачана које спомиње и Херодот у својој историји. До краја 1. миленијума Дачани, који су асимиловали Гете, стварају моћну робовласничку државу са центром у Трансилванији. Упадима преко Дунава Дачани стално прете источним границама Римског царства, а на северозападној обали Црног мора пљачкају грчке градове. Римљани су често предузимали походе против Дачана, али су сви њихови напади изведени до краја 1. века н. е. завршени неуспехом. Римски цар Трајан (98-117) успео је да их покори 105. године у тзв. Дачким ратовима. Последњи дачски краљ Децебал извршио је самоубиство. Две године касније је на територији некадашње државе Дачана формирана провинција Дакија. Староседеоци су углавном истребљени и депортовани. На њихово место дошли су римски колонисти из свих крајева Царства. Главни град провинције био је Сармизегетуза, касније назван Улпија Трајана. Међутим, Дакија се налазила на крајњем североистоку Римског царства те ју је било тешко бранити. Током владавине цара Аурелијана, године 271. п. н. е, Дакију напушта римска војска и знатан део романизованог староседелачког становништва. Крајем 3. века на територију Румуније упадају Готи и Гепиди, потом Хуни и Авари. У 5. веку јављају се словенска племена, касније Бугари, у 9. веку Мађари, а у 11. веку Кумани и Печенези.

## Средњи век
Историја Румуније од одласка римског становништва до 13. века није довољно позната. Зна се да је у периоду од 10. до 13. века постојало низ државица феудалног типа (кнежевине, војводства, жупанати). У 13. веку Румунију пустоше Монголи у свом походу на источну Европу. Заједно са Румунијом је опустошена и област Молдавије. Од 11. до 13. века Трансилванија постепено прелази под власт угарских краљева. Сем Словена, народи који упадају у Румунију се ту не задржавају већ се селе на запад, у богатије и насељеније пределе. Зато не остављају готово никаквог трага на романизовано становништво које је у Румунији остало након одласка Римљана. До 13. века формиране су две сродне народности: влашка и молдавска. У наредном веку, асимилујући суседе, Власи и Молдавци образују две независне државе: Влашку (око 1324) и Молдавију (1359). Ове државе најпре су биле вазали Угарске.
Основни извор за рану историју Влашке јесте хроника из 16. века. Под Басарабом I (око 1324-1352) Влашка се победом над Карлом I Анжујским код Посаде 1330. године ослободила вазалног односа према Мађарској и припојила је део Трансилваније који је до тада био под мађарском контролом. Влашка је још више учврстила своју самосталност током владавине Александруа Басараба, али је убрзо потом поново приморана да призна суверенитет Угарске. Феудални систем установљен је током владавине првих владара. Користећи се борбама око мађарског престола, Јован Мирча (1386-1418) успева да поврати самосталност Влашке. Експанзија Османског царства угрозила је Влашку. Власи су 1396. године учествовали у бици код Никопоља, а према неким изворима су учествовали и у Косовској бици (1389). И поред победе над Османлијама у бици на Ровинама (1395) Мирча је приморан на плаћање данка султану. Од 1411. године Влашка је вазал Османског царства, али је сачувала своје територије, интегритет и религију. Известан напредак у јачању независности постигнут је крајем 15. века, под владавином Влад Цепеша, али је након пораза Угарске на Мохачу 1526. године Влашка поново пала под власт Порте. Молдавија је свој врхунац достигла током владавине Стефана III (1457-1504). Била је то неуобичајено дуга владавина за средњи век. Био је веома успешан владар и војсковођа; изгубио је свега две од четрдесет осам битака које је водио. Највећу битку водио је 1475. године код Васлуја против Османлија. Подигао је 48 цркава. Молдавија је, као и Румунија, у 16. веку постала вазална држава Османског царства.

## Нови век
Представник влашке аристократије, Михај Храбри (1593-1601), покушао је 1594—5. године ослободити Влашку у савезу са Молдавијом и Трансилванијом. Покушај је завршен неуспехом јер Михај није успео привући сељачке масе. И поред тога, Михај је остао упамћен по томе што је први покушао да уједини румунске земље: Влашку, Молдавију и Трансилванију. Кнежевина Трансилванија доживљава успон током владавине Габора Бетлена, познатог учесника Тридесетогодишњег рата. Почетком 17. века Порта уводи нов систем врховне управе у Влашкој. Домаће владаре заменили су фанариоти, богати и утицајни Грци који су живели у цариградском предграђу Фенеру. На кнежевски престо је 10. фебруара 1716. године дошао фанариот Николаос Маврокордатос. Ратови Русије и Турске током 18. века битно су утицали на историју Влашке. Руске трупе 1769. године улазе у Влашку током једног од низа Руско-турских ратова. Миром у Кучук-Кајнарџију из 1774. године Русија добија покровитељство над Влашком, а Турска се обавезује на знатне уступке као што су смањење дажбина, аутономна права и сл. Међутим, убрзо по завршетку рата ситуација се вратила на старо. Под утицајем Грчке револуције (1821-1829) у Влашкој је 1821. године, уз помоћ хетерије, избио устанак под вођством Тудора Владимирескуа. Устанак је угушен исте године.
Револуционарна врења 1848. године захватају и Влашку. Међутим, интервенција турске војске довела је до брзог гушења устанка. Положај Влашке према Порти није се суштински изменио све до Париског уговора из 1856. године којим је окончан Кримски рат. Влашка и Молдавија су Париским миром стављена под покровитељство Аустрије, Француске, Пијемонта, Пруске, Русије и Велике Британије, остајући и даље у вазалном односу према Турској. Две године касније је на конференцији ових држава одржаној у Паризу одлучено да се Влашкој и Молдавији призна независност и да се створе услови за њихово уједињење. Наредне године су Влашка и Молдавија изабрале Александра Кузу за заједничког владара. На конференцији у Паризу из 1861. године покровитељице и Турска ратификују избор Кузе за заједничког владара. Тиме је и формално признато уједињење Влашке и Молдавије у једну државу. Наредне године образована су и јединствена врховна политичка и управна тела чиме је уједињење дефинитивно завршено. На политичкој карти Европе појавила се Кнежевина Румунија која је и даље била вазална држава Османског царства.

### Независност
Влада Кнежевине Румуније донела је 1864. године декрет о укидању кметства и извршила је значајне судске, финансијске и административне реформе. Међутим, здружени бојари и реакционарни део буржоазије енергично се супротстављају даљој либерализацији. Куза је приморан да се 1866. године одрекне румунског престола. Нови кнез постао је немачки принц Карл Хоенцолерн као Карол I. Спољана и унутрашња политика Румуније потчињене су интересима Аусттро-Угарске и Немачке те су бројне реформе укинуте. Сваки покушај побуне спречаван је оштрим полицијским репресалијама. Велика источна криза представља значајан моменат у историји Румуније. Румунска влада водила је тајне преговоре о савезништву и са Русијом и са Турском. Тек је 1877. године са Русијом потписала конвенцију о преласку руских трупа преко румунске територије. Тако је Русија прва држава која је признала Румунију као тактички суверену државу. Убрзо по избијању Руско-турског рата (1877–1878) Румунски парламент прогласио је независност и 21. маја је објавио улазак Румуније у рат на страни Русије. Руско-турски рат у Румунији је познат као рат за независност. Два румунска корпуса (укупно 60.000 људи) учествују на страни Руса. Румунска војска нарочито се истакла у акцијама око Плевне. Сан-Стефанским мировним уговором из 1878. године Турска је Румунији признала независност. Лука Констанца и део Добруџе ушле су у састав Румуније. Јужни део Бесарабије који је Париским миром из 1856. године предат Молдавији, враћен је Русији. На Берлинском конгресу (1878) европске државе сагласиле су се с одредбама Сан-Стефанског мира. Независност Румуније потврдиле су 1879. године Италија, Француска, Британија и Немачка. Следеће године Румунија је проглашена краљевином.

## Краљевина Румунија
Спољна политика Румуније након Берлинског конгреса диктирана је, у највећој мери, прогерманским наклоностима краља Карола. Од 1888. године Румунија је тајним споразумом везана за Тројни савез Немачке, Аустрије и Италије. Становништво Румуније је такву политику оштро осудило што ће нарочито доћи до изражаја у тзв. Балканској кризи (1912–1913). Још 20. јануара 1868. године Румунија је склопила уговор о пријатељству са Србијом. И поред тога, пред почетак Првог балканског рата, став Румуније према чланицама Балканског савеза (Србији и Бугарској) био је веома неодређен. Румунија је у Првом балканском рату остала неутрална, али је Лондонским миром од Бугарске добила Силистру. Тиме се није задовољила већ се, након пораза Бугарске код Брегалнице, укључила у Други балкански рат на страни Србије. Румунске снаге 15. јула 1913. године код Гигена прелазе у офанзиву. До 25. јула је румунска војска, не наилазећи на отпор непријатеља, допрла на 5 километара од Софије, а даље надирање спречила је интервенција немачког цара. Мир је 10. августа 1913. године потписан у Букурешту. Румунија је добила део Добруџе те је по пространству (137 000 km²) и становништву (7,9 милиона) заузимала прво место међу балканским државама.

### Први светски рат
По избијању Првог светског рата Румунија је остала неутрална колебајући се између Антанте и Централних сила. Већина водећих политичара и јавно мњење било је на страни Антанте која је Румунији гарантовала припајање Трансилваније и делова Баната и Буковине док је за учешће на страни Централних сила Румунија могла добити само руски део Бесарабије. Катастрофални пораз Аустријанаца на Источном фронту (Брусиловљев продор) прекинуо је колебање. Румунија 17. августа са Антантом потписује уговор о савезу и војну конвенцију, а десет дана касније објављује рат Аустро-Угарској и Немачкој. Чекајући резултат руске офанзиве у Галицији (1916) Румунија је закаснила са уласком у рат неколико месеци. Руска офанзивна снага била је већ малаксала. И поред почетних успеха румунске офанзиве, аустријска 1. армија и немачка 9. армија, уз помоћ бугарске 3. армије, прелазе у контраофанзиву и одбацују румунски корпус код Сибијуа. До почетка децембра заузата је Влашка (са Букурештом), Добруџа и део Молдавије. Румунска влада пребацила се у Јаши. У операцијама 1916. године румунска војска изгубила је око 250.000 људи и две трећине територије. Следеће године у Румунију пристижу руска појачања. Јануара 1918. године румунска војска посела је Бесарабију, а 7. маја је са Централним силама у Букурешту потписан мир којим је Румунија изгубила део територије (са 500.000 становника). Почетком новембра Румунија поново пристаје уз Антанту. У бици на Тиси против Совјетске републике Мађарске (20-26. јул 1919) румунске снаге поразиле су мађарску реакционарну армију, а 4. септембра улазе у Будимпешту. Ту се задржавају одређено време и мађарску територију напуштају марта 1920. године. Сен-Жерменским и Тријанонским споразумом Румунија је добила Буковину, Трансилванију и источни Банат, а Нејиским миром јужну Добруџу. Територија Румуније повећала се на са 137.000 на 294.800 km², а број становника са 7 900 000 на 17 300 000.

### Међуратни период
Унутрашња ситуација у Румунији је након завршетка рата била потпуно несређена, а ионако слаба привреда великим делом разорена. Нерешено аграрно питање, шовинистичка политика владајућих кругова према националним мањинама и њихова јако изражена антисовјетска оријентација, уз привредне тешкоће, били су главни узроци све већег незадовољства широких маса. Талас немира захвата Румунију под утицајем Октобарске револуције у Русији. Крајем 1918. године крваво је угушена побуна радикала у Букурешту, а потом и сељака у Трансилванији који су отимали и делили властелинске поседе. У Бесарабии је 1920. године избио сељачки устанак за чије гушење је влада морала ангажовати велики број људи. Октобра 1920. године штрајковало је преко 200.000 радника. Маја следеће године образована је Комунистичка партија Румуније. Влада је њен рад забранила 1942. године. У спољној политици Румунија је потпуно под утицајем великих сила, пре свега Француске. Укључује се у версајски систем безбедности. Са Југославијом и Чехословачком, Румунија је 1920. године образовала Малу Антанту, са Пољском је потписала војни пакт, а са Југославијом конвенцију о узајамној помоћи у случају напада Бугарске. Спроведеном аграрном реформом (1921–1930) није се много постигло. Само је 7% становништва радило у индустрији. Велика економска криза се осетила и у Румунији. Без посла је остало 30% радника, наднице су се смањиле, повећала се глад. Принц Карол се јуна 1930. године враћа из изгнанства и исте године је крунисан за краља. На политичкој сцени се од 1930. године јављају фашистичке организације које имају велики утицај на владајуће кругове. Велики штрајк био је штрајк железничких радника у Гривици 1933. године. Влада је у гушењу употребила оружје, ранила неколико, а ухапсила преко 2000 људи. Исте године формиран је Национални антифашистички комитет и друге антифашистичке организације. Румунија је следеће године са Југославијом, Грчком и Турском склопила Балкански савез. Са Совјетским Савезом су успостављени дипломатски односи. Овакав заокрет у политици према Совјетима резултат је страха Румуније од новог жаришта рата створеног Хитлеровим доласком на власт. Но, антисовјетска и антикомунистичка политика није се изменила. Већ 1934. године распуштене су све антифашистичке организације. Најреакционарнији елементи буржоазије и великих поседника настоје да у земљи уведу диктатуру фашистичког типа. Најекстремнија фашистичка организација била је позната под називом Гвоздена гарда. Краљ Карол 1938. године уводи личну диктатуру.
У спољној политици Румунија постепено попушта пред Немачком. Након Минхенског споразума, краљ Карол везује Румунију за нацистичку Немачку. Марта 1939. године потписан је привредни уговор са Немачком. Маја следеће године потписан је Нафта пакт којим се Румунија обавезала да производе петролејске индустрије продаје Немачкој по предратној цени. При таквом развоју ситуације, совјетска влада је 1940. године од Румуније затражила да јој врати Бесарабију и северну Буковину. Румунска влада пристала је на захтеве. Одлуком друге Бечке арбитраже (30. август 1940) Немачка и Италија су присилиле Румунију да Мађарској уступи већи део Трансилваније. У земљи су избили велики немири и демонстрације. Такво стање искористио је профашистички маршал Јон Антонеску да укине устав и распусти парламент (5. септембар 1940). Већ следећег дана краљ је присиљен на абдикацију у корист сина Михаја. У Румунију је уведена војнофашистичка диктатура.

### Учешће у Другом светском рату
Румунија је убрзо потпуно потчињена Немачкој. Немачка војна мисија 12. октобра 1940. године пристиже у Румунију. Владајући кругови су 23. новембра пришли Тројном пакту. Велика Британија прекида дипломатске односе са Румунијом. Антонеску и Хитлер склапају договор о учешћу Румуније у немачкој инвазији на СССР. Преко Румуније је на пролеће 1941. године прешла немачка војска која је извршила агресију на Грчку и Југославију. У међувремену се заоштравају односи између војнофашистичке клике и шефова Гвоздене гарде. Свака страна тежила је потпуној власти. Немачка је у том сукобу подржала Антонескуа. Румунска армија од милион војника учествовала је на десном крилу немачке групе армија Југ које су 22. априла 1941. године напале Русију. Румунске снаге учествују у борбама око Одесе и Крима где су претрпеле катастрофалне губитке. Румунске армије учествују у Стаљинградској бици.
Све тежи услови живота и појачан терор снажно се одражавају на расположење народних маса. КП Румуније организује саботаже и штрајкове. КП Румуније је августа 1943. године израдила план оружаног устанка. Новембра исте године је у Совјетском Савезу формирана дивизија Тудор Владимиресцу састављена од румунских ратних заробљеника-добровољаца која је, заједно са Црвеном армијом, учествовала у ослобађању Румуније (са Будимпештом) и источног дела Чехословачке. Антонеску одбија преговоре са Совјетима. Победа Црвене армије у Јашко-кишињевској операцији убрзала је оружани устанак. Устанак је отпочео 23. августа 1944. године хапшењем Антонескуа и његове владе, разоружавањем немачких јединица и поседањем главних објеката у Букурешту. Краљ Михај је декларацијом укинуо фашистичку диктатуру и изразио спремност да Румунија уђе у рат против Немачке. Влада генерала Константина Сенетескуа објавила је 24. августа рат Немачкој. Немци као противтежу Сенетескуу образују фашистичку владу Хорија Симе и бомбардују Букурешт у кога 31. августа ипак улази Црвена армија. Споразум Румуније и чланица антихитлеровске коалиције потписан је 12. септембра у Москви. На власт у земљи је 6. марта 1945. године дошла комунистичка партија.

## Комунистичка Румунија
Крајем 1946. године у Румунији су спроведени избори на којима је већину гласова добио Национално-демократски фронт. Антидемократски елементи, представници Националнолибералне и Националне сељачке партије у спрези са двором припремају пуч. Монархија је укинута 30. децембра 1947. године и уведена је Народна Република Румунија. Први устав донесен је новембра 1952. године. После одлуке Информбироа из 1948. године у којој је нападнута политика Југославије, у Румунији је дошло до озбиљних поремећаја у политичком и друштвеном развоју земље. Из политичког и партијског руководства искључени су многи руководиоци због фракционаштва и слабљења улоге Партије и десно-опортунистичких скретања. После 20. конгреса КПСС, КП је осудила политику Информбироа и његов покушај да се наметне осталим светским комунистичким партијама. Јула 1965. године одлучено је да се Румунска радничка партија назове Румунска комунистичка партија.
Георге Георгију-Дежа је 1965. године наследио Николаје Чаушеску. Као чланица Варшавског уговора, Румунија није учествовала у војној интервенцији 1968. године у гушењу Прашког пролећа у Чехословачкој. Током мандата Чаушеског, Румунију су посетили Ричард Никсон и Шарл де Гол, а румунски председник је посетио САД и Уједињено Краљевство. Румунија је одржавала добре односе са Западном Немачком, Израелом, Кином, Албанијом и Чилеом. Године 1977. јак земљотрес је погодио румунску престоницу. Букурешт је 1979. године добио метро. Средином 1960-их година Румунија и Југославија ушле су у пројекат изградње хидроелектране Ђердап. Јавни дуг Румуније је током мандата Чаушеског значајно порастао што је довело до сиромаштва румунског становништва. Тајна полиција Румуније (Секуритатеа) терорисала је становништво. Владавина румунског председника подсећала је на диктатуру. Михаил Горбачов критиковао је румунског председника због начина владавине.
Први протести избили су у Темишвару 16. децембра 1989. године изазвани хапшењем свештеника Ласла Токеша. Протести се убрзо шире на главни градски трг. Секуритатеа је напала учеснике. Три дана касније избили су масовни протести у Темиштвару. У Букурешту избијају слични немири. На масу је пуцано са раних зграда и из тенкова. Масе су 22. децембра пробили полицијске барикаде. Кључна личност у револуцији постао је нови министар полиције, Виктор Стаенкулеску. Он је подржао будућег председника Јон Илиескуа. Чаушеску је покушао бег хеликоптером, али је ухапшен и стрељан 25. децембра 1989. године. У Букурешту су настали немири који су се смирили неколико дана касније.

## Након 1989. године
Након пада Чаушескуа, Фронт националног спаса расписао је слободне изборе за 20. мај 1990. године. На њима је освојио преко 70% гласова. Илиеску се одвојио од Фронта и основао Демократски фронт националног спаса који касније мења назив у Партију за социјалдемократију у Румунији (ПДСР), а затим у Социјалдемократску партију. Нови устав усвојен је 1991. године. Илиеску односи победу и на новим изборима из 1992. године освојивши 61% гласова. Године 1996. председник је постао Еми Константинеску. Илијеску је поново однео победу на изборима из 2000. године. Мандат му је окончан 20. децембра 2004. године. За новог председника изабран је дотадашњи градоначелник Букурешта, Трајан Басеску. Басеску је председник Румуније до 2014. године. Заменио га је Клаус Јоханис. Током 2000-тих Румунија је имала једну од највећих стопа привредног раста у Европи и била је сматрана „Тигром источне Европе“. Румунија је 2004. године приступила НАТО пакту, а од 2007. године је чланица Европске уније.